# 达尼洛·安久希奇
达尼洛·安久希奇（1991年4月22日—），塞尔维亚男子篮球运动员，场上位置是得分后卫。他曾代表塞尔维亚国家队参加2013年国际篮联欧洲锦标赛，获得第七名。